# Šagrat Al Durr
Šagrat Al Durr, také Šagrat Al-Durr, arabsky شجر الدر (Strom z perel), panovnické jméno al-Malikah Ismat ad-Din Umm-Khalil al-Šagrat Durr (arabsky: الملكة عصمة الدين أم خليل شجر الدر ), přezdívka أم خليل, Umm Khalil, matka Khalil; ? – 28. dubna 1257 Káhira), byla manželka egyptského sultána as-Sáliha Ajjúba. Po smrti svého manžela a po zavraždění jeho syna, sultána Al-Muazzama Turanšáha, se v roce 1250 stala na necelé tři měsíce vládkyní Egypta, přičemž používala titul sultán. Od roku 1250 do roku 1257 byla spoluvládkyní svého dalšího manžela, mamlúckého egyptského sultána Mu‘izzuddína Ajbaka. Významně se zapsala do historie sedmé křižové výpravy, když se spolupodílela na porážce křižáckých vojsk.

## Život
Šagrat Al Durr byla s největší pravděpodobností turkmenského původu a byla zakoupena jako otrokyně pro as-Sáliha Ajjúba. Stala se jeho milenkou a posléze i manželkou. V roce 1240 ho následovala do Egypta, kde se ujal trůnu. Šagrat Al Durr byla údajně velmi krásná, zbožná a inteligentní žena a když byl její manžel sultán na cestách, zastupovala ho jako regentka.

### Boj s křižáky
V roce 1249 se křižácká armáda pod vedením francouzského krále Ludvíka IX. vylodila u Damietty v ústí Nilu. Těžce nemocný sultán Sálih Ajjúb byl v té době v Damašku a jeho manželka Šagrat Al Durr rychle zorganizovala obranu země. Sultán se nechal přepravit do Egypta, ale 22. listopadu 1249 zemřel. Šagrat Al Durr jeho smrt záměrně zatajila a tvrdila, že je nemocen a upoután na lůžko. Mezitím se jí podařilo seskupit mamlúckou armádu a pod sultánovým jménem ji vést do boje. Křižáci se ale přesto dozvěděli o sultánově smrti a pod vedením Roberta z Artois, bratra krále Ludvíka IX., se vydali na Káhiru. Šagrat Al Durr se rozhodla veřejně oznámit manželovu smrt a v únoru 1250 se stal sultánem syn zemřelého as-Sáliha Ajjúba Al-Muazzam Turanšáh. Fakticky ale dál vládla vdova Šagrat Al Durr, která se po poradě s mamlúckým velitelem Bajbarsem rozhodla před křižáky bránit ze všech sil město Al-Mansurah. Bajbars lstí vlákal křižácké vojsko do tohoto města, kde nepřátelské vojáky tvrdě zmasakroval. Dne 27. února 1250 dorazil do Al-Mansurah nový sultán Al-Muazzam Turanšáh a ujal se vedení armády. 6. dubna 1250 bylo křižácké vojsko sultánem Al-Muazzem Turanšáhem poraženo v bitvě u Fariskur, kde byl král Ludvík IX. zajat.

### Boj o moc
Mamlúčtí velitelé se v následném boji o moc v zemi postavili za Šagrat Al Durr, a tak jejího nevlastního syna, sultána Turanšáha, 2. května1250 zavraždili. Al-Muazzam Turanšáh zemřel jako poslední egyptský sultán z dynastie Ajjúbovců. V tom samém dni, 2. května 1250, byla Šagrat Al Durr prohlášena sultánem a mamlúk Mu‘izzuddín Ajbak byl jmenován vrchním velitelem vojsk. Na počest Šagrat Al Durr byly vyraženy mince s její jméno bylo velebeno při pátečních modlitbách v mešitách. Mimo Egypt však její jmenování sultánem vyvolalo protesty a bagdádský chálifa odmítl možnost, že by žena mohla nosit titul sultán. Proti Šagrat Al Durr se postavil také emír v Damašku. Po necelých třech měsících vlády tak byla Šagrat Al Durr moci zbavena a mamlúci dosadili na uvolněný trůn muže ze svých řad – Ajbaka, který se tak stal prvním mamlúckým sultánem v Egyptě.

### Podruhé manželkou sultána
Šagrat Al Durr se stala milenkou nového sultána Mu‘izzuddína Ajbaka, kterého přesvědčila, aby se rozvedl se svou předchozí ženou. Poté se za Ajbaka provdala a dalších sedm let pak spolu s ním vládla v Egyptském sultanátu. Zřejmě se však nikdy nesmířila s omezením své moci a navíc nesnesla pomyšlení, že se její manžel rozhodl vzít si další ženu za manželku. V záchvatu žárlivosti zosnovala Šagrat Al Durr Ajbakovu vraždu. Sloužící, kteří sultána zavraždili ve chvíli, kdy se koupal, byli popraveni a Šagrat Al Durr mamlúci uvěznili. Novým sultánem se stal Ajbakův syn al-Mansúr Núruddín Alí, který spolu se svou matkou, Ajbakovou předchozí manželkou, připravil pro Šagrat Al Durr krutou smrt – harémoví otroci ji utloukli svými dřeváky a její mrtvé tělo pak pohodili do vodního příkopu káhirské citadely.